# Gilson Andrade da Silva

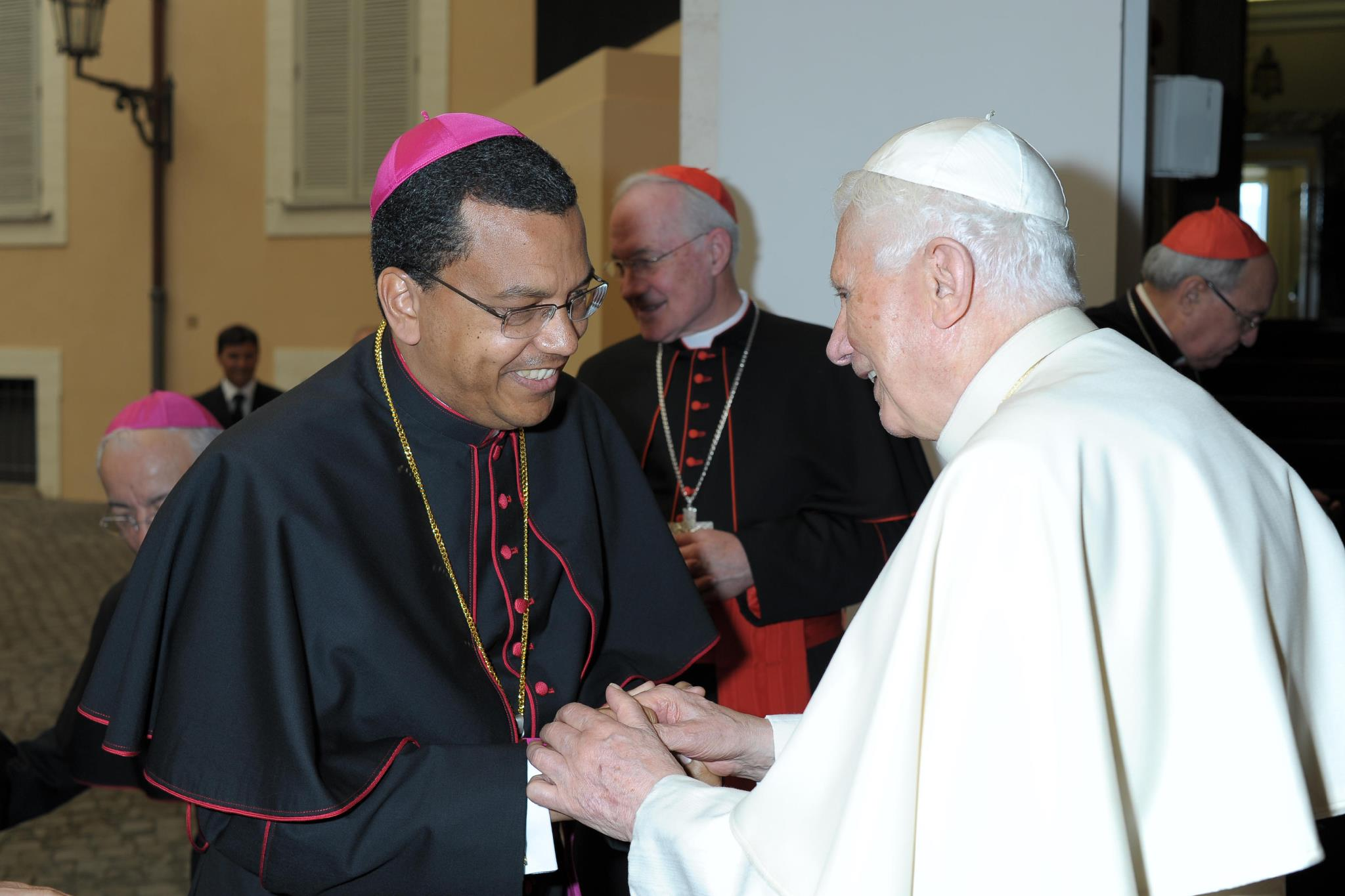

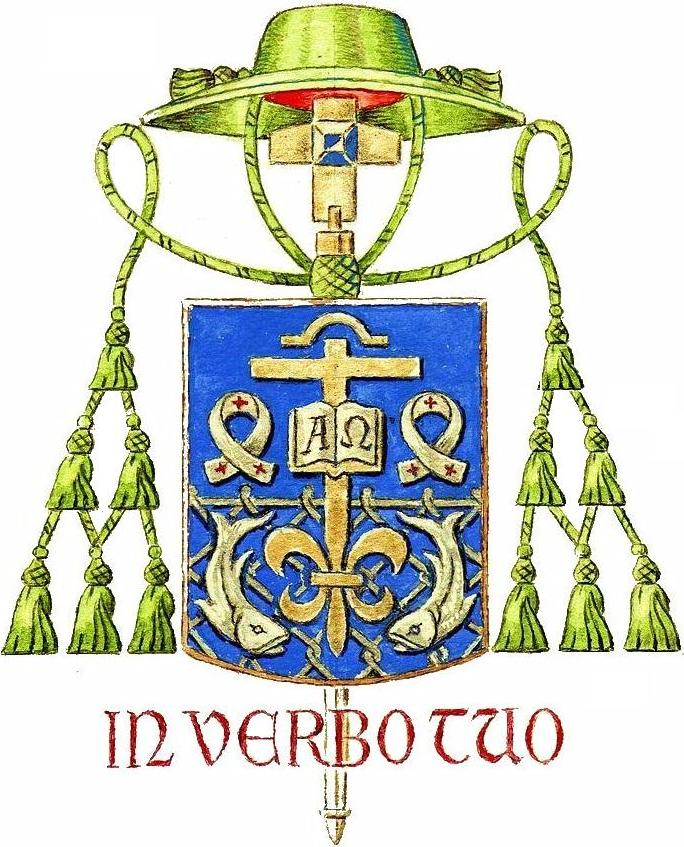
Wappen

Gilson Andrade da Silva (* 11. September 1966 in Rio de Janeiro) ist ein brasilianischer römisch-katholischer Geistlicher und Bischof von Nova Iguaçu.

## Leben
Gilson Andrade da Silva empfing am 4. August 1991 die Priesterweihe.
Papst Benedikt XVI. ernannte ihn am 27. Juli 2011 zum Weihbischof in São Salvador da Bahia und Titularbischof von Noba. Der Bischof von Petrópolis, Filippo Santoro, spendete ihm am 24. September desselben Jahres die Bischofsweihe; Mitkonsekratoren waren Murilo Sebastião Ramos Krieger SCI, Erzbischof von São Salvador da Bahia, und Alano Maria Pena OP, Erzbischof von Niterói. Als Wahlspruch wählte er IN VERBO TUO.
Papst Franziskus ernannte ihn am 27. Juni 2018 zum Koadjutorbischof von Nova Iguaçu. Mit dem Rücktritt Luciano Bergamins CRL am 15. Mai 2019 folgte er diesem als Bischof von Nova Iguaçu nach.